# Сафа
Сафа (осет. Сафа, от греч. Σάββας «Савва Освященный») — в осетинской традиционной религии и нартском эпосе дзуар-покровитель домашнего очага и надочажной цепи. В некоторых сказаниях описывается как кузнец.

## Мифология
Сафа подарил людям цепь домашнего очага (осет. рæхыс), которая играла значительную роль в общественной и семейной жизни. Люди, произнося торжественные клятвы, и кровники в знак примирения, прощая друг друга, держались за эту цепь. Клятва, данная в честь Сафа, считалась священной, и нарушивший её подвергался общественному осуждению. Мать, укладывая ребёнка на ночь и поручая его защите Сафа, держала одну руку на цепи. Во время прощания с родительским домом, невеста трижды обходила домашний очаг, и в знак прощания с родным домом, касалась цепи и таким же образом, войдя впервые в новую семью, она действовала в доме своего мужа.
В нартовском эпосе Сафа зовётся «небесным», являясь другом нартов и воспитателем сына Урызмага Крым-Султана. Род Ахсартагката, желая исполнить кровную месть, пытается подкупить Сафа, чтобы тот отдал им Крым-Султана.

"Сын Урызмага был воспитанником Сафа и жил у него на небе. Однажды Ахсартагката навьючили на лошадей три вьюка золота и привели их на небо для подкупа Сафа, чтоб он им позволил отомстить за кровь и убить своего питомца, сына Урызмага Крым-Султана. Когда Ахсартагката сказали о своём намерении Сафа, то он сильно на них разгневался и прогнал их. Они вернулись назад и встретили на дороге сына Сафа — Закусса. Он спросил Ахсартагката, где они были. Те ему ответили, что были у Сафа, привели ему трёх навьюченных мулов и просили, чтоб он позволил им убить своего питомца — сына Урызмага. Но Сафа, разгневавшись, прогнал их. Тогда Закусса сказал Ахсартагката: «Дайте мне ваши три вьюка золота, и я вам дам убить сына Урызмага»  .

Также в нартском эпосе есть рассказ о том, как Сафа, желая облагодетельствовать юного Сослана, пригласил на пир дауагов, которым во время их пиршества прислуживал Сослан, одновременно прося у каждого из них соответствующие их специализации дары. Дауаги, собравшиеся на пир и видя отважного маленького Сослана, восхищаются могуществом рода Ахсартагката, в котором родился такой маленький храбрец:

«О, Ахсартагката — большой и сильный род, ничего он не страшится, синим огнём пылает в жажде боя»  .

К Сафе, наряду с Хилы дзуаром и Бынаты Хицау, обращались с просьбой покровительствовать молодой семье.

## Источник
- Дзадзиев А. Б., Этнография и мифология осетин, Владикавказ, 1994, стр. 122, ISBN 5-7534-0537-1
- Ж. Дюмезиль, Осетинский эпос и мифология, Владикавказ, изд. Наука, 2001.